# Jan Jorden
Jan Jorden, geboren als Janice Hope Jorden (8 september 1942), is een Amerikaans actrice, die getrouwd is geweest met M*A*S*H-producer Burt Metcalfe. Zodoende was zij ook te zien als Nurse Baker in de serie.

## Filmografie
- MacGyver (televisieserie) - Harry's vrouw (afl. Phoenix Under Siege, 1987)
- M*A*S*H (televisieserie) - Nurse Baker (9 afl., 1978-1983)
- Dynasty (televisieserie) - Verpleegster #1 (afl. The Fragment, 1982)
- The Devil and Max Devlin (1981) - Vrouw in lounge
- Dallas (televisieserie) - Rol onbekend (afl. Nightmare, 1980)
- The Last Married Couple in America (1980) - Dame voetbalspel
- A Love Affair: The Eleanor and Lou Gehrig Story (televisiefilm, 1978) - Fanny Barrow